# Bauhinia saïgonensis
Bauhinia saïgonensis är en ärtväxtart som beskrevs av François Gagnepain. Bauhinia saïgonensis ingår i släktet Bauhinia och familjen ärtväxter.

## Underarter
Arten delas in i följande underarter:
- B. s. gagnepainiana
- B. s. poilanei
- B. s. saïgonensis